# Vittorio Monti
Vittorio Monti (Nápoly, 1868. január 6. – Nápoly, 1922. június 20.) olasz zeneszerző, szalonzenekar-vezető. Egyetlen jelentős műve maradt fenn, a Csárdás (Ciarda) című szerzemény, ami azonban világszerte ismertté tette nevét.

## Élete és legismertebb műve
Vittorio Monti Nápolyban született, ahol hegedülni és zeneszerzést tanult a neves olasz San Pietro a Majella Zenekonzervatóriumban. 1900 környékén nevezték ki a párizsi Orchestre Lamoureux szalonzenekar-vezetőjévé, ahol több balettet és operettet is írt.
Leghíresebb műve a Csárdás, amelyet eredetileg szalonzenekarra írt. Itthon szinte minden cigányzenekar által szívesen játszott darab. Mint minden népszerű szalonzenekari darabra, Monti Csárdására is írtak szöveget. A magyar szöveget Pere János dalénekes hanglemezműsorához az előadóművész kérésére Z. Horváth Gyula írta meg.

## A Monti-csárdás
- Szalonzenekari előadás Illényi Katica hegedűszólójával
- Harmonikaszólóként Szabó Ádám előadásában
- Zenekari előadásban Mága Zoltán hegedűszólójával
- A 100 tagú Cigányzenekar előadásában Lendvay József vezetésével
- Szöveges előadás Pere János énekével
- A dal Z. Horváth Gyula által írt szövege